# قاي سولومون
قاي سولومون (23 سبتمبر 1977 برامات هاشارون في إسرائيل - ) هو لاعب كرة قدم إسرائيلي في مركز حراسة المرمى. لعب مع بيتار القدس ومكابي نتانيا ونادي مكابي تل أبيب وHapoel Ramat Gan Givatayim F.C. ‏ وMaccabi Herzliya F.C. ‏ وHapoel Ra'anana A.F.C. ‏.

## وصلات خارجية
- قاي سولومون على موقع قاعدة بيانات كرة القدم.إي يو (الإنجليزية)
- قاي سولومون على موقع Soccerway.com (الإنجليزية)